# Psittacula roseata
La cotorra carirrosa (Psittacula roseata) es una especie de ave psitaciforme de la familia Psittaculidae que vive en el sudeste asiático y el noreste del subcontinente indio. Realiza desplazamientos locales dirigidos principalmente por la disponibilidad de frutos y brotes que son la base de su dieta.

## Descripción

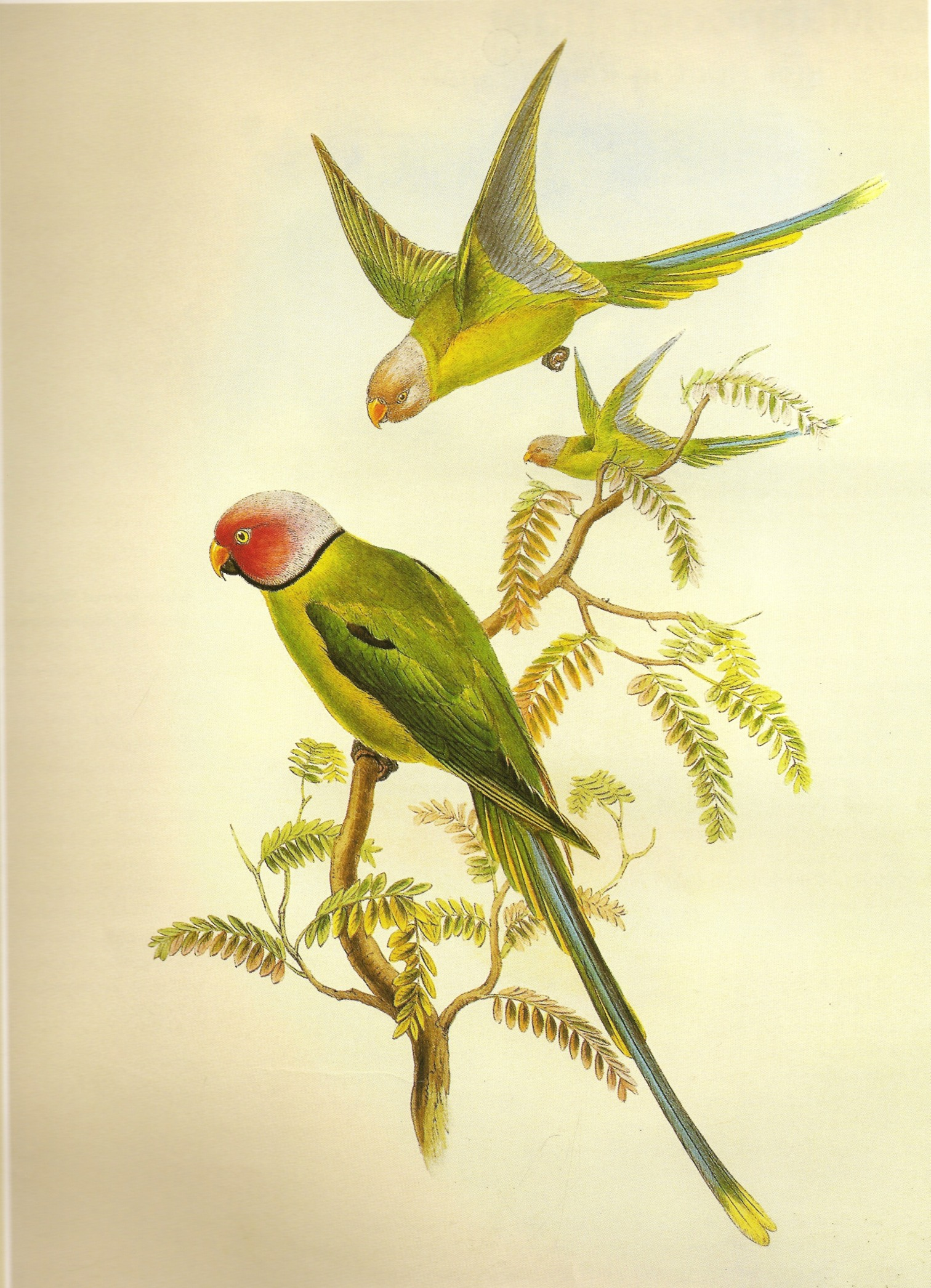
Ilustración con un macho posado y hembras volando.

La cotorra carirroja mide unos 30 cm de largo, de los cuales 18 cm corresponden a su larga cola. Su plumaje es principalmente de color verde amarillento, con una pequeña mancha roja a la altura de los hombros y las plumas centrales de la cola azules, y el resto son verdes azuladas con puntas amarillas. La cabeza del macho es de color rosado, con tonos violáceos en la parte posterior y laterales inferiores, y presenta la garganta y barbilla negras prolongándose en una lista que rodea el cuello estrechándose hasta la nuca. Las hembras tienen la cabeza de color grisáceo claro y carecen del negro alrededor del su parte inferior. El pico de ambos tiene la mandíbula superior amarilla y la inferior negruzca. Los inmaduros tienen la cabeza verde y la barbilla gris, carecen de mancha roja y su pico es totalmente amarillo. 
Se diferencia de la cotorra ciruela por tener distinto el color de su cabeza y la punta de la cola amarilla.

## Distribución y hábitat
El área de distribución natural de la cotorra carirrosa se extiende por la mayor parte del sudeste asiático continental, además del extremo noroeste de la India y el sur de China. La cotorra carirroja se encuentra en los bosques y las arboledas abiertas. Anida en los huecos de los árboles, donde pone entre 4-5 cm huevos.